# Louis-Jérôme de Suffren
Pour les articles homonymes, voir Suffren.
Louis-Jérôme de Suffren de Saint-Tropez, né le 10 juillet 1721 à Arles et mort en juin 1796, est un prélat français. Il est ainé du très célèbre amiral Pierre André de Suffren qui est de huit ans plus jeune.

## Biographie

### Origines familiales de Suffren
Il est le second de quatorze enfants, nés de Paul de Suffren et Hiéronyme de Bruny (fille de Jean-Baptiste de Bruny), famille dont l’ascension sociale est continue depuis le XVIe siècle. Dans la fratrie, quatre garçons seront officiers généraux. Deux des filles se marieront avec des gentilshommes provençaux et deux autres entreront au couvent.
C’est dans la ville de Salon, au XVe siècle, qu’on trouve mention pour la première fois de la famille des « Suffrendi ». Elle serait originaire, soit d’Italie où elle aurait fui les guerres entre les guelfes et les gibelins, soit d’une famille locale. L’étude des patronymes locaux montre que Suffren est le nom de deux saints provençaux très populaires, l’un à Marseille, abbé de Saint-Victor, l'autre à Carpentras, moine de l’abbaye de Lérins avant de devenir évêque de Carpentras au début du VIIe siècle et aussi, une rue de Marseille et deux hameaux près de Lambesc et de Forcalquier portent le nom de Saint-Suffren. Le subterfuge qui consiste à se donner une lointaine ascendance est répandu chez nombre de familles provençales aspirantes à la noblesse.
Quoi qu’il en soit, la filiation la plus ancienne, connue et prouvée remonte à Hugon de Suffren, qui occupe à l’Hôtel de ville de Salon-de-Provence la charge de trésorier en 1528 et 1529. Son fils, Jean, est deuxième consul de Salon en 1539, capitaine en 1542 et obtient en 1557 des lettres patentes d’anoblissement pour les bons services qu’il a rendus en temps de guerre « par terre et par mer et autrement. » Antoine, son fils, devient conseiller au parlement de Provence, et ferme partisan d’Henri IV pendant les guerres de religion. Son demi-frère, Jean, entré en religion est un jésuite connu comme prédicateur et confesseur de Marie de Médicis et de Louis XIII pour une brève période. La troisième génération compte deux frères : Palamède (1576-1623), qui aura une nombreuse descendance (elle s’éteindra en 1974), et Jean-Baptiste de Suffren (1582-1647), le cadet de Palamède, fondateur de la branche dont notre évêque sera issu.
Jean-Baptiste de Suffren poursuit la carrière juridique en devenant docteur en droit, juge de la ville de Salon et avocat à la cour. Louis (?-1695), le fils de Jean-Baptiste, est premier consul de Salon en 1648 puis conseiller au Parlement de Provence. Son fils, Joseph (1651-1737), le grand-père de notre évêque, succède à son père dans sa charge de conseiller au parlement, dont il devient le doyen. Joseph épouse Geneviève de Castellane, issue de la vieille noblesse. La mariée apporte en dot les seigneuries de La Môle et de Saint-Tropez. Les Suffren obtiennent le droit de rendre la basse justice dans leurs domaines.
Le père de notre évêque, Paul de Suffren (1679-1756), fils ainé de Joseph, est maire-consul de Salon en 1713 et premier consul d’Aix en 1725. Il exerce aussi à Nice la fonction de procureur général au sénat, la principale cour de justice du comté. Il est marié à Marseille en 1711 à Hiéronyme de Bruny, dame de Saint-Cannat. Jean-Baptiste de Bruny de Saint-Cannat (1665-1723), père de Hiéronyme, passe pour l’homme le plus riche de Marseille ayant fait fortune dans le commerce maritime comme importateur et exportateur, armateur fréteur, assureur maritime et banquier. Déjà anobli par l’achat de l’une des 300 très coûteuses charges de secrétaire du roi, il a fait en 1715 l’acquisition de la seigneurie de Saint-Cannat, puis en 1719 de la baronnie de La Tour-d'Aigues, et enfin de la terre et du château de Lourmarin. Lorsqu’il meurt en 1723, le grand-père maternel de l'évêque laisse une fortune estimée à 2 243 000 livres. Hiéronyme, sa mère, hérite de la terre de Saint-Cannat et d’une somme de 186 000 livres. Paul son père fait élever en marquisat la propriété de sa femme. Le titre de marquis de Saint-Cannat ne sera cependant guère porté par la famille, ses détenteurs lui préférant celui de marquis de Saint-Tropez.

### Vie adulte
Il est sacré évêque de Sisteron le 30 septembre 1764. Il y fera creuser un canal pour irriguer la région.
Peu avant la Révolution française, la libéralisation du commerce des grains sous l'Ancien Régime ayant profondément bouleversé ce commerce, provoque dans tout le royaume des soulèvements populaires nommés Guerre des farines. Il est victime de deux débuts de lynchage à Manosque et Sisteron en mars 1789. Louis-Jérôme de Suffren est en effet soupçonné d’accorder sa protection à un accapareur,,,,. Les poursuites judiciaires diligentées aboutissent à des condamnations qui ne sont pas exécutées, la prise de la Bastille comme les troubles de la Grande Peur provoquant, par mesure d’apaisement, une amnistie début août. Il a pour vicaire général un parent Charles Eugène de Bernier de Pierrevert, vicaire général d'Aix-en-Provence et de Sisteron, député de l'Assemblée générale du clergé en 1775, prieur de la maison de Sorbonne en 1776,et nommé par le roi abbé de l'abbaye de Mazan de 1784 à 1790, et dont les trois frères sont des navigateurs célèbres.
S'il est nommé évêque de Nevers en août 1789, refusant de prêter serment à la Constitution civile du clergé, n'étant pas jureur, il est recherché et poursuivi par les forces de l'ordre, meurt en émigration, un évêque constitutionnel siège à sa place à partir de novembre 1791.